# シャクンタラー (小惑星)
シャクンタラーまたはサクンタラ (1166 Sakuntala) は小惑星帯に位置する小惑星の一つである。ソビエト連邦の天文学者、プラスコフヤ・パルホメンコがシメイズ天文台で発見した。
古代インド・グプタ朝（320年 - 550年）時代に成立した戯曲、あるいはそのヒロインであるシャクンタラーに因んで命名された。